# Monti Dâmrei
I Monti Dâmrei , letteralmente "Massiccio dell'Elefante", sono una catena montuosa nel sud-ovest della Cambogia.

## Descrizione
La catena è una diramazione dei Krâvanh, o Monti dei Cardamomi, ma ha un'estensione molto minore. La cima più elevata è Phnom Bokor, che raggiunge i 1.081 metri sul livello del mare. Trovandosi in prossimità della costa del Golfo del Siam, le loro pendici assai boscose hanno una piovosità media annua di 3.800–5000 mm sul versante occidentale (perché soggetto ai monsoni di sudovest) ma di soli 1.020–1.520 mm su quello orientale.
I monti Dâmrei fino al 1975 furono il principale centro cambogiano della coltivazione del pepe nero. Dopo gli anni turbolenti della guerra civile e del successivo regime dei Khmer rossi, la coltivazione del pepe si è andata lentamente riprendendo dal finire degli anni novanta.

## Turismo
Il Parco Nazionale di Bokor attualmente si estende sulle cime e la porzione di territorio più elevata dei monti Dâmrei. Le autorità stanno cercando di limitare il disboscamento illegale. Il parco ospita una grande varietà di specie vegetali, comprese diverse orchidee rare, ed offre delle cascate spettacolari durante la stagione delle piogge.
Una strada in pessime condizioni (costruita originariamente dai francesi nel 1917) porta fin sulla sommità di Phnom Bokor, dove si trova una cittadina fantasma, abbandonata da decenni, conosciuta come Stazione climatica di Bokor. L'élite dei funzionari coloniali francesi vi trascorreva le vacanze durante i mesi più caldi. Ne fanno parte anche una chiesa cattolica e un casinò, entrambi in condizioni assai precarie. Nelle vicinanze c'è un presidio dei ranger del parco, che fa le veci di ostello vista la mancanza di altre sistemazioni.
Nel 2008 sono però iniziati dei lavori di sistemazione della strada e costruzione di edifici turistici.

## Galleria d'immagini

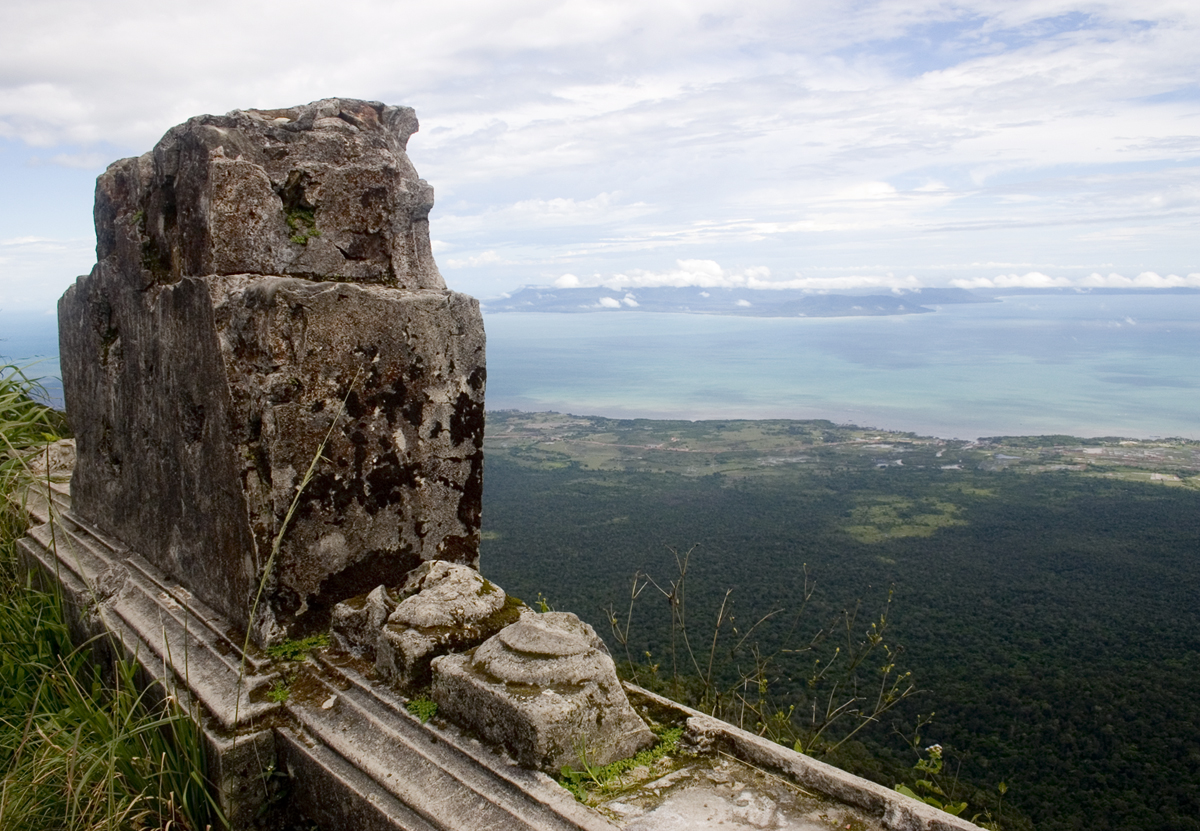
Veduta panoramica di Kampot e del mare da Phnom Bokor
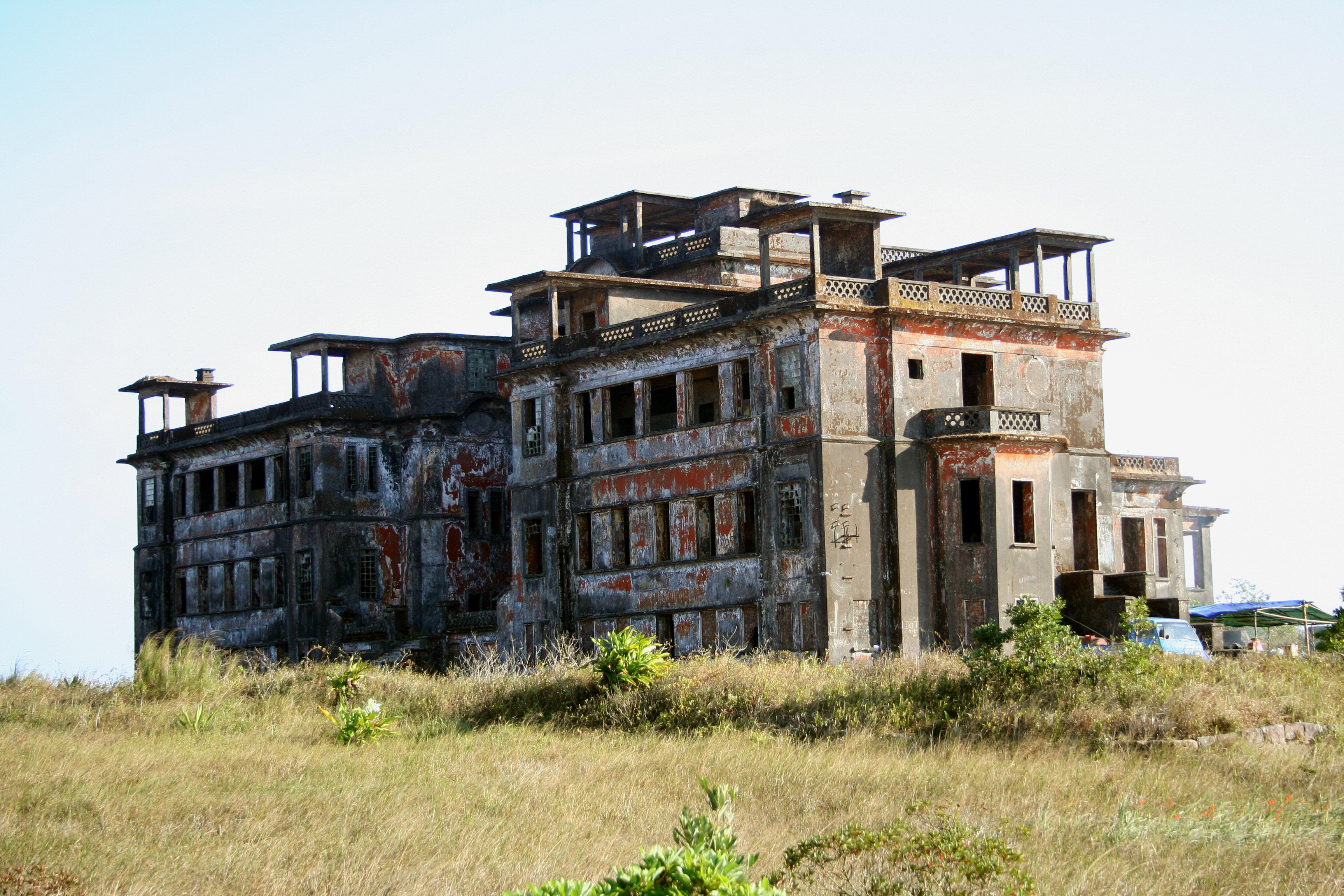
Hotel in disuso su Bokor